# Cupido plato
Cupido plato är en fjärilsart som beskrevs av Fabricius 1793. Cupido plato ingår i släktet Cupido och familjen juvelvingar. Inga underarter finns listade i Catalogue of Life.